# Portsmouth Sinfonia
Die Portsmouth Sinfonia war ein britisches Sinfonieorchester (teilweise um einen Chor verstärkt), das hauptsächlich aus musikalischen Laien bestand und mit seinen amateurhaften Interpretationen sehr erfolgreich war. Es wurde zeitweilig als „das schlechteste Orchester der Welt“ beworben.

## Geschichte
Die Portsmouth Sinfonia wurde 1970 auf Initiative von Gavin Bryars von einer Studentengruppe an der britischen Portsmouth School of Art gegründet. Es begann als einmaliges, selbstironisches Performancekunst-Ensemble und zeichnete sich durch seine besondere Zusammensetzung aus: Mitspielen konnte, wer kein Musikinstrument beherrschte – und Interessenten, die bereits auf einem Instrument geübt waren, mussten eines wählen, das sie nicht beherrschten. Bryars war mehr daran interessiert, mit der Natur der Musik zu spielen, als ein traditionelles Orchester zu gründen. Einige Mitglieder wie Michael Nyman und Brian Eno waren zuvor am Scratch Orchestra von Cornelius Cardew beteiligt gewesen, das auf derselben Philosophie beruht, sich aber wegen politischer Streitigkeiten aufgelöst hatte.
Die Portsmouth Sinfonia entwickelte sich über die nächsten zehn Jahre zu einem kulturellen Phänomen. Es kamen Konzerte (etwa in der ausverkauften Royal Albert Hall in London), Alben, ein Film und eine Hit-Single zustande. Das Medley mit dem Titel Classical Muddly erreichte 1981 die Top 40 der britischen Charts. Die letzte öffentliche Aufführung fand im Jahr 1979 statt. Eno, bekannt für die von ihm geprägte Ambient-Musik, spielte bei diesem Ensemble die Klarinette. Nyman (Euphonium), Steve Beresford (Trompete) und Brian Reffin Smith (Klarinette) waren andere bekannte Teilnehmer.
Gavin Bryars ermutigte jedermann – ohne Rücksicht auf Talent, Fähigkeit und Erfahrung – mitzuspielen. Der Besuch der Proben war Pflicht, und ebenso mussten sich die Musiker Mühe geben, möglichst gut zu spielen – absichtlich falsch zu spielen war verpönt. Das frühe Repertoire des Orchesters bestand aus bekannten Klassikern wie An der schönen blauen Donau von Johann Strauss und Also sprach Zarathustra von Richard Strauss, damit auch die wenig erfahrenen Musiker wussten, wie das Stück klingen sollte. Ende der 1970er Jahre wurde das Repertoire auf Klassiker der Pop- und Rockmusik ausgeweitet.
In den letzten Jahren wurden Aufführungen von Portsmouth Sinfonia zu einem Teil der Internetkultur, insbesondere auf YouTube, wo die Stücke oft sinnentfremdend als Orchestra Fail betitelt wurden.

## Diskographie
- Portsmouth Sinfonia Plays the Popular Classics (Transatlantic Records 1973)
- ‚Hallelujah!‘ - The Portsmouth Sinfonia at the Royal Albert Hall (Transatlantic Records 1974)
- 20 Classic Rock Classics (Philips 1980)

Singles
- William Tell Overture (Transatlantic Records 1973)
- An der schönen blauen Donau / Also sprach Zarathustra (Transatlantic Records 1974)
- Classical Muddly / Hallelujah Chorus (Springtime Records 1981)